# سید محمدرضا بهشتی
سید محمدرضا حسینی بهشتی (زاده ۱۳۳۷ قم) فیلسوف ایرانی و دانشیار گروه فلسفه دانشگاه تهران است. او فرزند سید محمد بهشتی و برادر علیرضا بهشتی است.

## تحصیلات
- دکترای فلسفه از دانشگاه هامبورگ آلمان
- کارشناسی ارشد فلسفه از دانشگاه تهران
- کارشناسی فلسفه از دانشگاه تهران

## سمت‌ها
- مدیر گروه فلسفه دانشگاه تهران
- عضو پیوسته فرهنگستان هنر
- مدیر گروه فلسفه فرهنگستان هنر
- مدیر مؤسسه مطالعاتی خاور میانه از ۱۳۶۵ تا ۱۳۶۹
- مدیر مؤسسه پژوهشی فرهنگی «نوارغنون»
- عضو هیئت امنای مؤسسه مطالعات اجتماعی (وزارت علوم و تحقیقات و فناوری)
- عضو هیئت امنای پژوهشگاه علوم انسانی
- عضو هیئت امنای مؤسسه حکمت و فلسفه
- عضو وابسته فرهنگستان علوم

## آثار
- ماکس آبل، شرحی بر تمهیدات کانت، ۱۳۷۶، مرکز نشر دانشگاهی
- هانس دیرکس، انسان‌شناسی فلسفی، ۱۳۸۰، انتشارات هرمس
- متون برگزیده در هرمنوتیک، سازمان فرهنگ و ارتباطات اسلامی
- گزیدهٔ مقالات گادامر، انتشارات هرمس
- درس‌گفتارهای فلسفی، ۱۳۸۳، مؤسسه دانش و توسعهٔ علوم انسانی